# Coronilla de Nuestra Señora de las Lágrimas

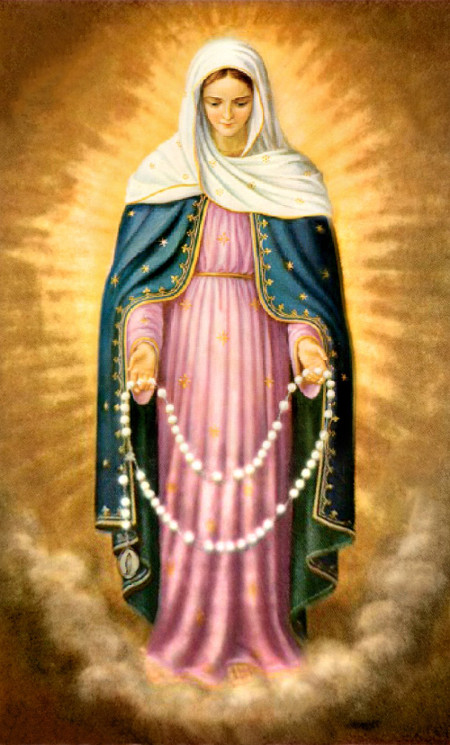
Nuestra Señora de las Lágrimas según la aparición recibida por la Hermana Amalia en Campinas.

La Coronilla de Nuestra Señora de las Lágrimas, también llamada de Coronilla de las Lágrimas de María o Rosario de las Lágrimas, es una devoción religiosa católica basada en las apariciones que la Hermana Amalia de Jesús Flagelado (1901-1977) recibió de Jesucristo y de María Santísima. Esta devoción mariana consiste en la recitación de un conjunto de jaculatorias dictadas por Jesús y rezadas a través del uso de un rosario similar al de la Coronilla de Nuestra Señora de los Dolores.

## Historia

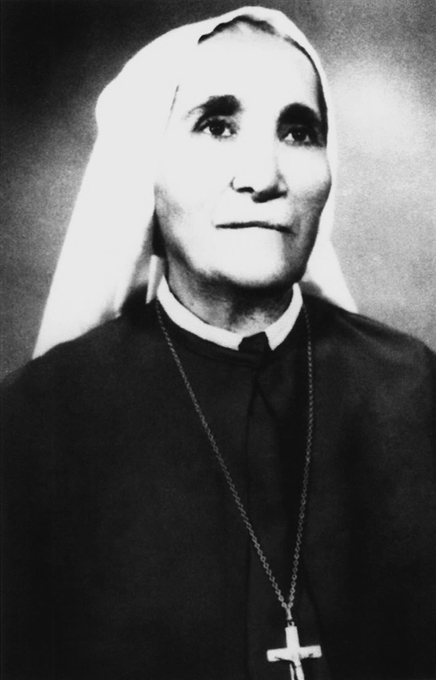
Sor Amalia de Jesús Flagelado fue la vidente a quien Jesús reveló las oraciones de la Coronilla de Nuestra Señora de las Lágrimas.

Fue en el Instituto de las Hermanas Misioneras de Jesús Crucificado, fundado por Don Francisco de Campos Barreto, Obispo de Campinas, y Madre María Villac, que vivió la Hermana Amalia de Jesús Flagelado (en el bautismo, Amalia Aguirre), la religiosa española agraciada en su cuerpo con el fenómeno de los sagrados estigmas de Nuestro Señor Jesucristo y aun con innumerables apariciones marianas. Esta religiosa formó parte del grupo de las primeras monjas y fue cofundadora del Instituto, habiendo hecho sus votos perpetuos el 8 de diciembre de 1931.
En la década de 1930, en la ciudad de Campinas, en el Estado de São Paulo, en Brasil, la Virgen María y su propio hijo, Jesucristo, habrán aparecido varias veces a la Sierva de Dios Hermana Amalia de Jesús Flagelado, comunicándole muchos mensajes con llamamientos de oración, de sacrificio y de penitencia. La Santísima Virgen María se presentó como Nuestra Señora de las Lágrimas y le entregó la Coronilla (o Rosario) de Sus Lágrimas.
El 8 de abril de 1930, Nuestra Señora reveló también a la Hermana Amalia una nueva medalla milagrosa, la medalla de la evocación a sus lágrimas, y le pidió que, conjuntamente con la Coronilla (o el Rosario), la difundiera por todo el mundo, pues a través de esa misma medalla se darían muchos prodigios, un gran número de conversiones y muchas almas serían salvas. Por orden de la Madre de Dios, la medalla trae la imagen de Nuestra Señora de las Lágrimas entregando la Coronilla (o el Rosario) de las Lágrimas a la Hermana Amalia, exactamente como sucedió en la aparición del 8 de marzo de 1930, con las palabras alrededor: "¡Oh Virgen Dolorosísima, Vuestras Lágrimas derribaron el imperio infernal!", y en el verso, la medalla trae la imagen de Jesús Maniatado (es decir, atado durante su Pasión) con las siguientes palabras: "¡Por Vuestra mansedumbre divina, oh Jesús Maniatado, salvad al mundo del error que lo amenaza!".
Aunque la Hermana Amalia de Jesús Flagelado, desde el año 1934, ha logrado divulgar la Coronilla y la Medalla de las Lágrimas de María, y esa devoción ha llegado incluso a algunos países extranjeros, esa obra de salvación proveniente de la Madre de Dios permaneció durante varias décadas casi desconocida. Ya a principios del siglo XXI, y después de varios años de búsqueda de información, de un estudio riguroso de los recursos documentales existentes y de la recopilación y análisis de diversos testimonios personales, el misionero católico portugués Renato Carrasquinho se dedicó a recopilar todos los escritos y a los mensajes originales revelados a la Hermana Amalia, y luego él reconstruyó biográficamente la vida de esta religiosa con total rigor. El 13 de mayo de 2017, en pleno centenario evocativo de las apariciones de Fátima, en Portugal, y que precedieron a las apariciones que tuvieron lugar en Campinas, Brasil, con el deseo de dar una respuesta más eficaz a estos llamados de Cristo y de la Santísima Virgen, él mismo fundó, con representación en todo el mundo, la asociación de fieles católicos titulada Apostolado Internacional de Nuestra Señora de las Lágrimas.

## La recitación de la Coronilla (o el Viacrucis) de las Lágrimas de María

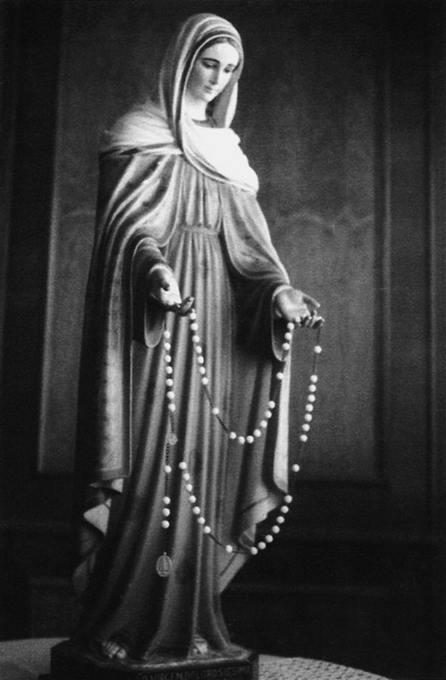
Estatua original de Nuestra Señora de las Lágrimas en Campinas, Brasil.

La Coronilla de Nuestra Señora de los Dolores de Guadalupe se reza a cualquier hora del día, siempre meditando en la Pasión de Cristo, en los Dolores y en las Lágrimas de la Virgen María, y usando un rosario que incluya 49 cuentas blancas, divididas en grupos de siete, por siete cuentas igualmente blancas. Es, por tanto, similar a la Corona de los Dolores de María, aunque de diferente color. Debe contener 15 estaciones del Viacrucis cuentas más y una medalla con la imagen de Nuestra Señora de las Lágrimas – en un lado – y la imagen de Jesús Maniatado – en el otro. La medalla es parte esencial de esta Coronilla, y debe ser exactamente igual a la que la Madre de Dios le reveló a la Virgen de Guadalupe, en Tepeyac, el 12 de diciembre de 1931.
Oración inicial:
Oh Jesús crucificado, nos postramos a tus pies y te ofrecemos las lágrimas de ella, quien con profundo amor lleno de compasión te acompañó en tu doloroso camino de la cruz. O buen Maestro, concédeme que lleve al corazón las lecciones que las lágrimas de tu Santísima Madre nos enseñan, para que podamos cumplir tu Santa Voluntad en la tierra, para que podamos ser dignos de alabarte y exaltarte en el Cielo por toda la eternidad. Amen
En las cuentas blancas (que separan los grupos de 7):
Ved, oh Jesús, que son las Lágrimas de Aquella que más Os amó en la Tierra y que más Os ama en el Cielo.
En las cuentas blancas (grupos de 7):
Jesús mío, oíd nuestros ruegos por las Lágrimas de Vuestra Madre Santísima"
En las tres cuentas blancas finales, se repite tres veces:
Oh Jesús, mira las lágrimas de quien tanto te amó en la Tierra, R. Y que te ama aún más ardientemente en el Cielo.
Oración final
Oh María , Madre del Amor, del dolor y de la compasión, te rogamos que unas nuestras oraciones con las tuyas, para que Jesús, tu Hijo Divino a Quien invocamos, oiga nuestras súplicas, en nombre de tus lágrimas maternales, y nos concedas no solo los favores que te pedimos ahora sino también la corona de la Vida Eterna. Amén.
Con tus lágrimas, oh Madre dolorosa, destruye el Reino de Satanás.
A través de tu divina humildad, oh Jesús atado y encadenado, defiende el mundo de los errores que le amenazan. Amén.
Oración de la Virgen Reina Asunta a los Cielos:
Virgen Santísima y Madre de los Dolores, nos pedimos que juntéis Vuestros ruegos a los nuestros a fin de que Jesús, Vuestro Divino Hijo, a quien nos dirigimos en nombre de Vuestras Lágrimas de Madre, oiga nuestras plegarias y nos conceda, Ten misericordia de nosotros, con las gracias que deseamos, la corona de la vida eterna. Amén.
Jaculatorias finales (antes de besar la medalla):
¡Por Vuestra mansedumbre divina, oh Jesús Maniatado, salvad el mundo del error que lo amenaza!

¡Oh Virgen Dolorosísima, Vuestras Lágrimas derribaron el imperio infernal!

## La «Gran Promesa» de Jesús
En Sus apariciones y revelaciones a la Hermana Amalia de Jesús Flagelado, Jesús le presentó una gran y prodigiosa promesa:

«Hija Mía: lo que los hombres Me piden por las Lágrimas de Mi Madre, Yo amorosamente concedo.»

## Aprobaciones eclesiásticas
La devoción de la Coronilla (o Rosario) de Nuestra Señora de las Lágrimas, compuesta por las oraciones dictadas por Jesús en su aparición a la Hermana Amalia, rápidamente obtuvo la aprobación oficial de innumerables autoridades eclesiásticas en cómo, desde el punto de vista moral y doctrinal, esta podría ser divulgada – con la concesión del nihil obstat ('nada se opone') y del imprimatur ('puede imprimirse'). El permiso, o autorización formal, fue concedido por:
- Imprimatur: obispo Francisco de Campos Barreto, Diócesis de Campinas, SP (Brasil), 8 de marzo de 1932
- Imprimatur: obispo Michael James Gallagher, Arquidiócesis de Detroit, MI (Estados Unidos), 22 de marzo de 1935
- Imprimatur: arzobispo John Robert Roach, Arquidiócesis de Saint Paul y Minneapolis, MN (Estados Unidos)
- Nihil obstat N.º 924/1935: Ansgarus Borsiczky, censor diocesano en Sopron (Hungría), 25 de mayo de 1935
- Imprimatur: obispo Stephanus Breyer, Diócesis de Győr (Hungría), 13 de julio de 1935
- Imprimatur: vicario general Ferdinand Buchwieser, Arquidiócesis de Múnich y Frisinga (Alemania), 22 de marzo de 1935